# Hyppa brunneicrista
Hyppa brunneicrista là một loài bướm đêm trong họ Noctuidae.